# باربرا ماتيتش
باربرا ماتيتش (مواليد 3 ديسمبر 1994) هي لاعبة جودو كرواتية، فازت بالميدالية الذهبية في وزن 70 كج في بطولة العالم 2021، كما فازت بالميدالية الذهبية بأولمبياد باريس 2024.

## وصلات خارجية
- باربرا ماتيتش على موقع الفيدرالية الدولية للجودو (الإنجليزية)
- باربرا ماتيتش على موقع JudoInside.com (الإنجليزية)
- باربرا ماتيتش على موقع AllJudo.net (الفرنسية)
- باربرا ماتيتش على موقع اللجنة الأولمبية الدولية (الإنجليزية)
- باربرا ماتيتش على موقع أوليمبيديا (الإنجليزية)
- باربرا ماتيتش على موقع اللجنة الأولمبية الكرواتية (مؤرشف) (الكرواتية)